# Argentina abraza a Chile
Argentina abraza a Chile fue un recital solidario desarrollado en la ciudad de Buenos Aires para recolectar alimentos no perecederos, ropa, frazadas, pañales y medicamentos para las víctimas del terremoto de Chile de 2010. Se llevó a cabo el sábado 13 de marzo del mismo año, en el cruce de las avenidas Figueroa Alcorta y La Pampa. Fue realizado por la organización no gubernamental Red Solidaria dirigida por Juan Carr. El presentador del espectáculo fue el actor Ricardo Darín y los músicos y artistas que participaron fueron León Gieco, Gustavo Cerati, Andrés Calamaro, Los Fabulosos Cadillacs, D-mente, Pedro Aznar, Hilda Lizarazu, Raúl Porchetto, Javier Calamaro y Gustavo Santaolalla. Hubo una concurrencia de aproximadamente cien mil personas y se logró juntar un total de sesenta toneladas de donaciones, de las cuales aproximadamente cuarenta fueron alimentos y agua potable. Las donaciones fueron trasladadas a Chile por el gobierno argentino.